# Matt Graham
Pour les articles homonymes, voir Graham.
Matt Graham, né le 23 octobre 1994, est un skieur acrobatique australien spécialisé dans le ski de bosses.

## Biographie
Son premier résultat important est sa quatrième place aux Championnats du monde 2013. Il est sélectionné pour les Jeux olympiques d'hiver de 2014 où il se classe septième des bosses.
Il obtient son premier podium en Coupe du monde en janvier 2015 à Deer Valley. Il remporte sa première manche un an plus tard au même lieu.

## Palmarès

### Jeux olympiques
| Épreuve / Édition   | Bosses |
| ------------------- | ------ |
| JO 2014 Sotchi      | 7e     |
| JO 2018 Pyeongchang | Argent |

### Championnats du monde
| Épreuve / Édition            | Bosses                   | Bosses en parallèle       |
| ---------------------------- | ------------------------ | ------------------------- |
| Mondiaux 2013 Voss-Myrkdalen | 4e                       | 38e                       |
| Mondiaux 2015 Kreischberg    | 16e                      | 10e                       |
| Mondiaux 2017 Sierra Nevada  | 14e                      | 10e                       |
| Mondiaux 2019 Deer Valley    | Médaille d'argent, monde | 9e                        |
| Mondiaux 2021 Almaty         | 20e                      | Médaille d'argent, monde  |
| Mondiaux 2023 Bakuriani      | Médaille d'argent, monde | Médaille de bronze, monde |
| Mondiaux 2025 Engadine       |                          | Médaille de bronze, monde |

### Coupe du monde
- Meilleur classement général : 7e en 2017.
- 1 gros globe de cristal :
  - Vainqueur du classement bosses en 2021.
- 27 podiums dont 4 victoires.

#### Détails des victoires
| Épreuve / Édition | Bosses      |
| ----------------- | ----------- |
| 2015-2016         | Deer Valley |
| 2016-2017         | Calgary     |
| 2020-2021         | Idre Fjäll  |
| 2022-2023         | Deer Valley |